# Furca (genre)
Pour les articles homonymes, voir Furca.
Genre
Espèces de rang inférieur
- † Furca bohemica Fritsch, 1908, (espèce type)
- † Furca pilosa Chlupáč, 1999
- † Furca sp. Chlupáč, 1999
- † Furca mauretanica Van Roy, 2006

Furca est un genre fossile d'arthropodes marrellomorphes  connu, pour son espèce type Furca bohemica, dans l'Ordovicien supérieur (Sandbien) de la République tchèque. Il a vécu à l'Ordovicien au moins du Trémadocien au Sandbien, soit il y a environ entre 486,85 et 452,8 millions d'années. Ses fossiles sont connus en Europe et en Afrique du Nord.
Plusieurs espèces sont attribuées au genre, mais leur appartenance reste discutée.

## Étymologie
Le nom de genre Furca est un mot latin qui signifie « fourchette », pour rappeler la forme de l'animal.

## Description

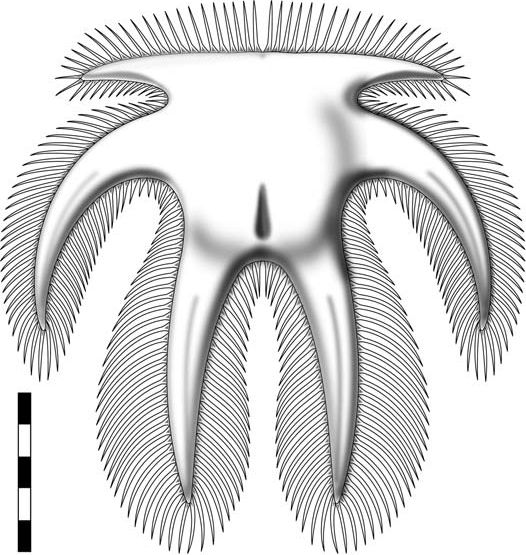
Dessin schématique de Furca bohemica.
L'échelle verticale représente 1 cm.

Furca est caractérisé par un large bouclier céphalique qui porte trois paires d'épines proéminentes : à l'avant (antéro-latérales), sur le côté (medio-latérales) et à l'arrière (postéro-latérales). Ce bouclier céphalique mesure entre 2,1 et 3,1 cm de long et 2,9 cm de largeur maximale. Les épines médio-laterales sont longues et fortement courbées. La bordure du céphalon est frangée de petites épines légèrement courbées de 1,5 à 7 mm de long.
Les appendices de Furca mauretanica ont pu être décrits grâce à leur préservation exceptionnelle dans la formation des argiles de Fezouata au Maroc, datant de l'Ordovicien inférieur (Trémadocien). Ils montrent de grandes similitudes avec ceux des espèces Marella splendens du Cambrien moyen, et Mimetaster hexagonalis du Dévonien inférieur, confirmant l'appartenance de cette espèce aux marrellomorphes et aux mimétasteridés,.

## Paléobiologie
Les fossiles de Furca sont retrouvés dans des environnements marins ouverts, assez peu profonds. Leur milieu de vie est vraisemblablement benthique comme pour les autres marrellomorphes et les Limules modernes.

## Classification

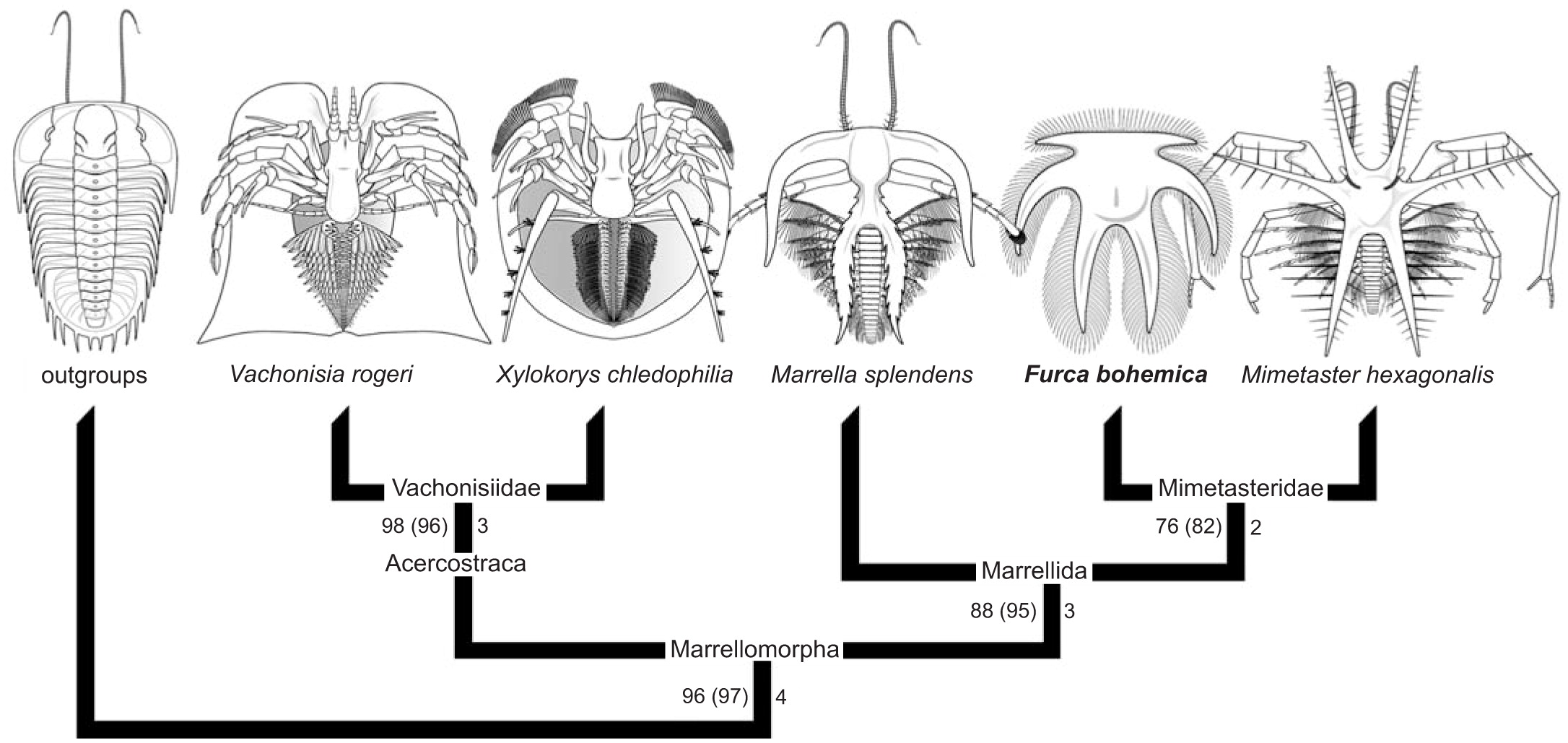
Phylogénie des marrellomorphes d'après Rak, 2013.

Furca est rattaché à la famille des Mimetasteridae, qui regroupe également le genre Mimetaster du Dévonien inférieur. Le célèbre marrellomorphe Marrella splendens des schistes de Burgess, ainsi que les plus rares Vachonisia et Xylokorys, sont plus éloignés du genre Furca.